# John Klotz
John Klotz war ein belgischer Segler.

## Erfolge
John Klotz nahm zweimal an Olympischen Spielen in der 6-Meter-Klasse teil. Bei den Olympischen Spielen 1920 in Antwerpen gewann er nach der International Rule von 1919 die Silbermedaille. Er war neben Charles Van Den Bussche Crewmitglied der Tan-Fe-Pah unter Skipper Léon Huybrechts, die mit dem norwegischen Boot Jo von Andreas Brecke nur einen Konkurrenten hatte. In drei Wettfahrten gewann die Jo, die die erste Wettfahrt wegen eines Schadens am Mast nicht antreten konnte, die zweite und dritte Wettfahrt und belegte damit den ersten Platz. Vier Jahre darauf in Paris wurde Klotz mit der Ciss, deren Skipper erneut Léon Huybrechts war, Fünfter.